# سمك (غذاء)

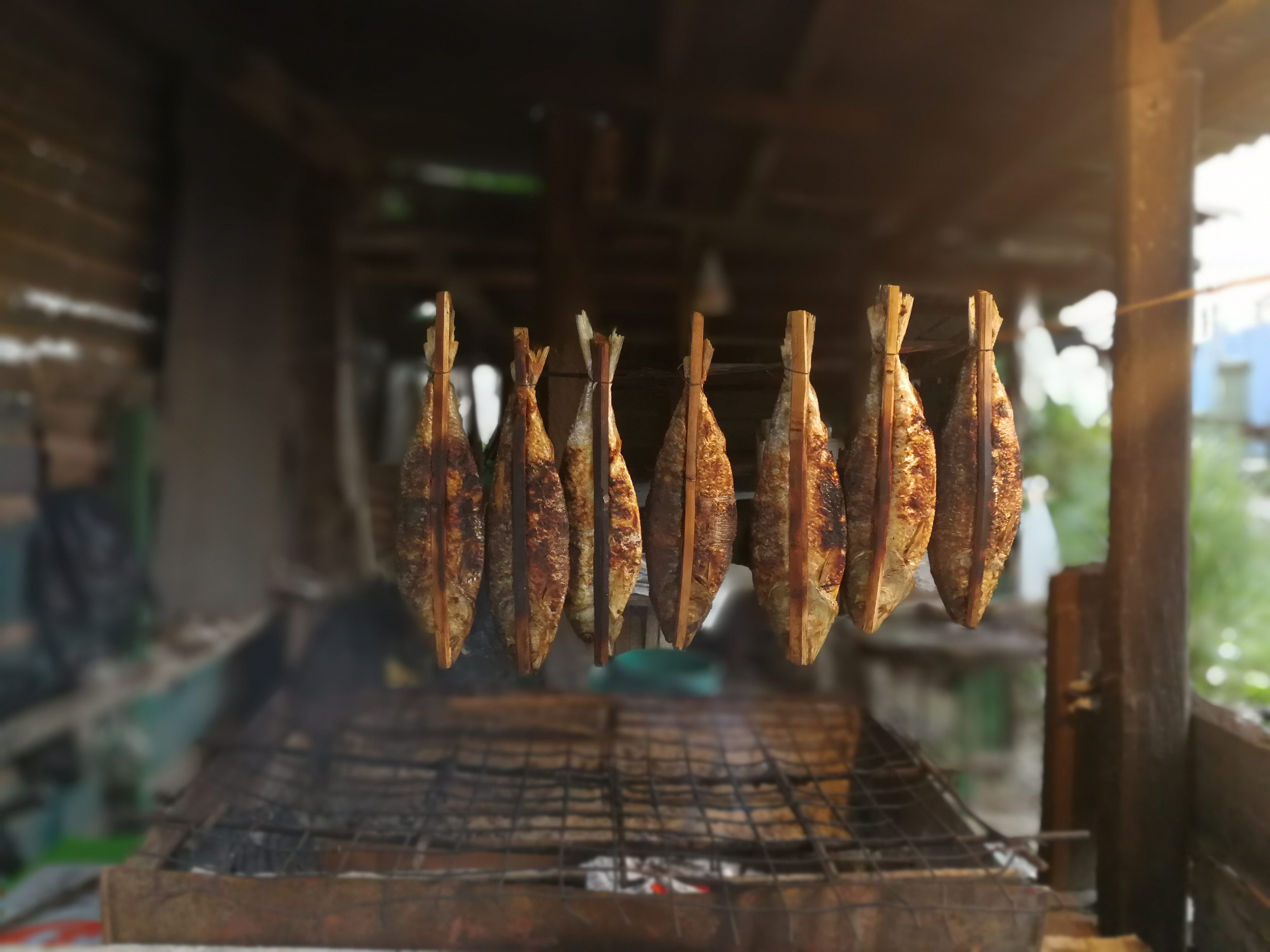
السمك المشوي

يؤكل العديد من أنواع السمك غذاءً في جميع مناطق العالم تقريبًا. فلقد كانت السمك مصدراً هاما للبروتين والمغذيات الأخرى للبشر منذ زمن بعيد، إذ تحتوي السمك على العديد من المواد الغذائية المهمة لجسم الإنسان من فيتامينات ومعادن وأحماض دهنية أساسية. وبشكل عام تغطي المأكولات البحرية كلاً من السمك والحياة البحرية الأخرى المستخدمة غذاءً.

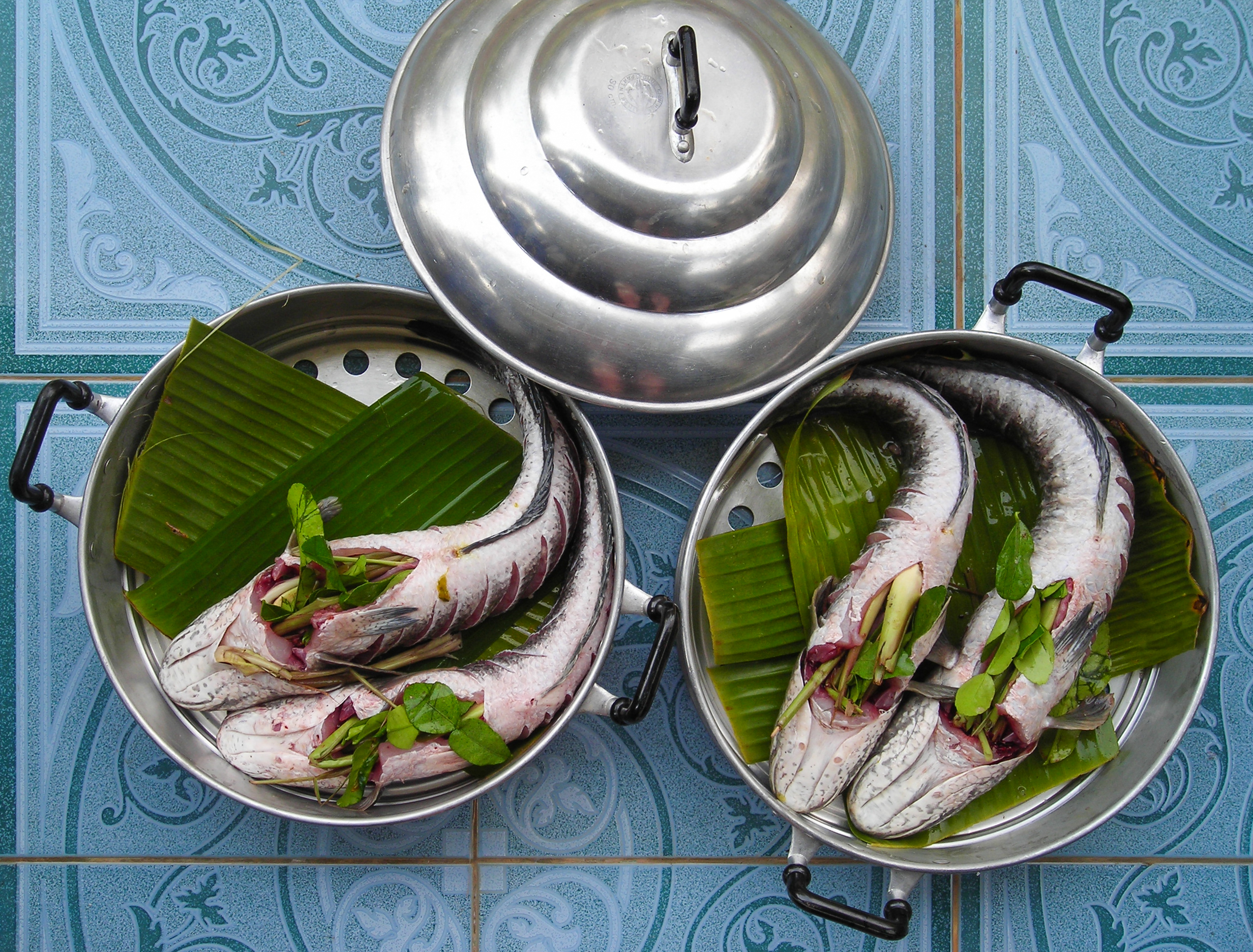
سمك محشي بالأعشاب التايلاندية

منذ عام 1961، تجاوز متوسط الزيادة السنوية في الاستهلاك العالمي الظاهر للسمك الغذائية (3.2 في المائة) النمو السكاني (1.6 في المائة) وتجاوز استهلاك اللحوم من جميع الحيوانات البرية، مجتمعة (2.8 في المائة) وبشكل فردي (الأبقار، الأغنام، الخنازير، وغيرها.) باستثناء الدواجن (4.9٪). من حيث نصيب الفرد، ارتفع استهلاك سمك الطعام من 9.0 كجم في عام 1961 إلى 20.2 كيلوغرام في عام 2015، بمعدل متوسط يبلغ حوالي 1.5 في المائة سنويًا. لم يكن الدافع وراء التوسع في الاستهلاك هو زيادة الإنتاج فحسب، بل كان مدفوعًا أيضًا بمجموعة من العديد من العوامل الأخرى، بما في ذلك تقليل الفاقد، وتحسين الاستخدام، وتحسين قنوات التوزيع والطلب المتزايد، المرتبط بالنمو السكاني، وارتفاع الدخل، والتوسع الحضري.
شكلت أوروبا واليابان والولايات المتحدة الأمريكية معًا 47 في المائة من إجمالي استهلاك السمك الغذائية في العالم في عام 1961 ولكن حوالي 20 في المائة فقط في عام 2015. من الإجمالي العالمي البالغ 149 مليون طن في عام 2015، استهلكت آسيا أكثر من الثلثين (106 مليون طن بمعدل 24.0). كجم للفرد). استهلكت أوقيانوسيا وأفريقيا أقل حصة. وقد جاء هذا التحول نتيجة التغيرات الهيكلية في القطاع وخاصة الدور المتنامي للدول الآسيوية في إنتاج السمك، فضلاً عن الفجوة الكبيرة بين معدلات النمو الاقتصادي لأسواق السمك الأكثر نضجًا في العالم وتلك الخاصة بالعديد من الأسواق الناشئة ذات الأهمية المتزايدة. حول العالم، ولا سيما في آسيا.

## أصناف
تم وصف أكثر من 32000 نوع من السمك  مما يجعلها المجموعة الأكثر تنوعًا من الفقاريات. بالإضافة إلى ذلك، هناك العديد من أنواع المحار. ومع ذلك، هناك عدد قليل فقط من الأنواع التي يأكلها البشر بشكل شائع.[بحاجة لمصدر]
| الأنواع الشائعة من السمك والمحار المستخدمة في الغذاء | الأنواع الشائعة من السمك والمحار المستخدمة في الغذاء | الأنواع الشائعة من السمك والمحار المستخدمة في الغذاء | الأنواع الشائعة من السمك والمحار المستخدمة في الغذاء                                                                                  |
| [ 6 ]                                                | نكهة خفيفة | نكهة معتدلة | نكهة كاملة |
| ---------------------------------------------------- | --- | --- | --- |
| ملمس مرن                                             | الباسا، تتعثر، النازلي، سمكة سكوب، تفوح، تراوت قوس قزح، البطلينوس عنيد، السلطعون الأزرق، سلطعون بيكيتو، السلطعون مفتاح البراغي، الحبار، المحار الشرقي، محار المحيط الهادئ | الأنشوجة، سمك الرنجة، سمك القد، لينكود، روبي البرتقالي، سمك الفرخ المحيط الأطلسي، سمك الفرخ في بحيرة فيكتوريا، الفرخ الأصفر، المحار الأوروبي، قنفذ البحر                                  | الماكريل الأطلسي والسردين |
| ملمس متوسط                                           | سمك القاروس الأسود، القاروص الأوروبي، القاروس الهجين المخطط، الدنيس، القد، الطبل، الحدوق، هوكي، ألاسكا بولوك، سمك الصخور، سمك السلمون الوردي، النهاش، البلطي، الترس، العين رمادية فاتحة اللون، بحيرة السمك الأبيض، الذئب، البطلينوس الصلب، البطلينوس الأمواج، القواقع، جونا كراب، سلطعون ثلجي، جراد البحر، أسقلوب الخليج، روبيان أبيض صيني | السمور، السلمون الأطلسي، سلمون كوهو، تزلج، سلطعون الروث، سلطعون الملك، بلح البحر الأزرق، بلح البحر الأخضر، الجمبري الوردي                                                                 | إسكولار، سمك السلمون شينوك، السلمون الصديق، الشاد الأمريكي                                                                            |
| ملمس صلب                                             | القطب الشمالي شار، كارب، سمك السلور، دوري، هامور، سمك الهلبوت، سمك الراهب، بومبانو، نعل دوفر، سمك الحفش، سمك القرميد، واهو، يلوتيل، أذن البحر، محارة، سلطعون حجري، جراد البحر الأمريكي، جراد البحر الشوكي، أخطبوط، روبيان النمر الأسود، روبيان المياه العذبة ‏، روبيان الخليج، روبيان باسيفيك ابيض، سبيط                                    | القاروص، برسم، كلب البحر، كينجكيلب، ماهي ماهي، أوبة، ماكو القرش، سمك أبو سيف، البكورة التونة، التونة صفراء، المحار اللزج الطويل هادئة، جراد البحر القرفصاء، التقوقع البحر، صخرة الروبيان ‏ | باراكودا، سمك القاروص التشيلي، الكوبيا، الكروكر، ثعبان البحر، المارلين الأزرق، البوري، سمك السلمون السوكي، التونة ذات الزعانف الزرقاء |

## تحضير
يمكن تحضير السمك بعدة طرق. يمكن أن تكون غير مطبوخة (نيئة) (مثل الساشيمي). يمكن علاجه عن طريق النقع (على سبيل المثال، سيبيتشي)، التخليل (على سبيل المثال، الرنجة المخللة)، أو التدخين (مثل السلمون المدخن). أو يمكن طهيها من قبل الخبز، القلي (على سبيل المثال، السمك والبطاطا)، استجواب، الصيد غير المشروع (على سبيل المثال، محكمة ماجي)، أو تبخير. منذ ذلك الحين، أصبحت العديد من تقنيات الحفظ المستخدمة في الثقافات المختلفة غير ضرورية ولكن لا يزال يتم إجراؤها لمذاقها وملمسها الناتج عند استهلاكها.[بحاجة لمصدر]
كتب المؤرخ البريطاني ويليام رادكليف في كتابه الصيد من العصور الأولى :
«الإمبراطور دوميتيان (جوفينال، الرابع) أمر بجلسة خاصة لمجلس الشيوخ للتداول وتقديم المشورة بشأن مسألة ذات أهمية خطيرة للدولة مثل أفضل طريقة لطهي سمك الترس».

## القيمة الغدائية
| مقارنة العناصر الغذائية في 100 جرام من السمك البيضاء أو السمك الزيتية | مقارنة العناصر الغذائية في 100 جرام من السمك البيضاء أو السمك الزيتية | مقارنة العناصر الغذائية في 100 جرام من السمك البيضاء أو السمك الزيتية | مقارنة العناصر الغذائية في 100 جرام من السمك البيضاء أو السمك الزيتية |
| العناصر الغذائية                                                      | السمك الأبيض ألاسكا بولوك                                             | السمك الزيتية الرنجة الأطلسية                                         |                                                                       |
| --------------------------------------------------------------------- | --------------------------------------------------------------------- | --------------------------------------------------------------------- | --------------------------------------------------------------------- |
| الطاقة (كيلو كالوري)                                                  | 111                                                                   | 203                                                                   |                                                                       |
| بروتين (غ)                                                            | 23                                                                    | 23                                                                    |                                                                       |
| الدهون (غ)                                                            | 1                                                                     | 12                                                                    |                                                                       |
| كوليسترول (ملغ)                                                       | 86                                                                    | 77                                                                    |                                                                       |
| فيتامين ب 12 (مكغ)                                                    | 4                                                                     | 13                                                                    |                                                                       |
| الفوسفور (ملغ)                                                        | 267                                                                   | 303                                                                   |                                                                       |
| السيلينيوم (مكغ)                                                      | 44                                                                    | 47                                                                    |                                                                       |
| أوميغا 3 (ملغ)                                                        | 509                                                                   | 2014                                                                  |                                                                       |

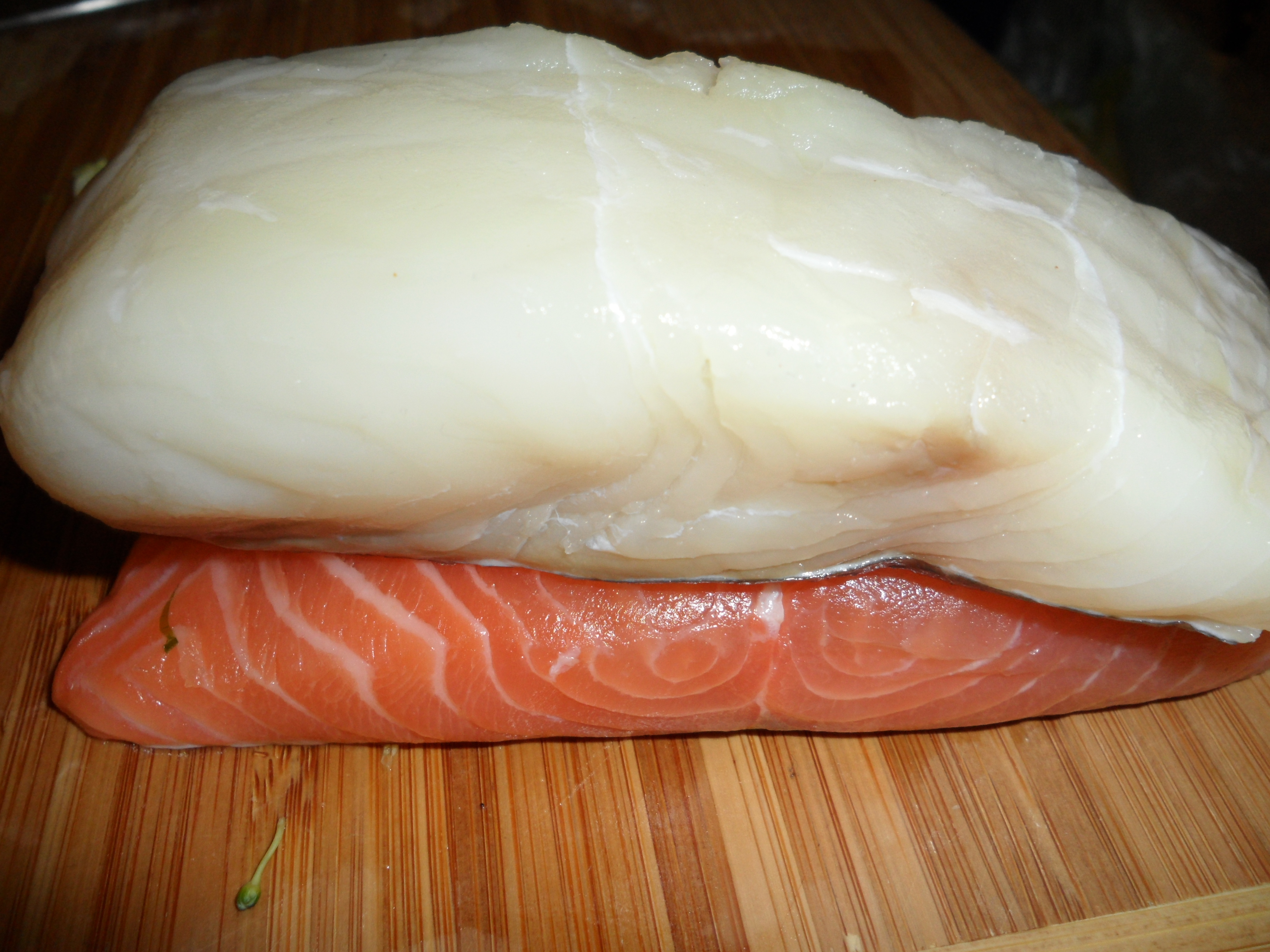
فيليه سمك الهلبوت (سمكة بيضاء) فوق شريحة سمك السلمون (سمكة زيتية)

على الصعيد العالمي، توفر السمك ومنتجاتها في المتوسط حوالي 34 سعرة حرارية للفرد في اليوم. ولكن أكثر من كونها مصدرًا للطاقة، فإن المساهمة الغذائية للسمك مهمة من حيث الجودة العالية والبروتينات الحيوانية سهلة الهضم وخاصة في مكافحة نقص المغذيات الدقيقة. يوفر جزء من 150 جرامًا من السمك حوالي 50 إلى 60 في المائة من احتياجات البروتين اليومية للبالغين. تعتبر بروتينات السمك ضرورية في النظام الغذائي لبعض البلدان ذات الكثافة السكانية العالية حيث يكون المدخول الإجمالي للبروتين منخفضًا، وهي مهمة بشكل خاص في النظم الغذائية في الدول الجزرية الصغيرة النامية (SIDS).
أي أن تناول إجمالى 200 سعر من السعرات الحرارية بوجبة بحرية فستحتوي نسب من مجموعة عناصر كما هو موضح على التوالي، أولاً الدهون 10 غرام، الكولسترول 70 غرام، البروتين 24 غرام، الصوديوم 55 ملغرام، البوتاسيوم 430 ملغرام، الحديد 2% من الكمية اليومية الموصى بها، الكالسيوم 2% من الكمية اليومية الموصى بها، فيتامين أ 4% من الكمية اليومية الموصى بها، فيتامين ج 4% من الكمية اليومية الموصى بها، أما الدهون المشبعة فستكون في بمتوسط 2 غرام.
كتبت مجلة منشورات التكنولوجيا المتوسطة (بالإنجليزية: Intermediate Technology Publications) في عام 1992 أن «السمك توفر مصدرًا جيدًا للبروتين عالي الجودة وتحتوي على العديد من الفيتامينات والمعادن. يمكن تصنيفها إما على أنها سمكة بيضاء أو سمك زيتية أو محار. تحتوي السمك البيضاء، مثل الحدوق والصير، على القليل جدًا من الدهون (عادة أقل من 1٪) بينما تحتوي السمك الزيتية، مثل السردين، على ما بين 10-25٪. هذا الأخير، نتيجة لاحتوائه على نسبة عالية من الدهون، يحتوي على مجموعة من الفيتامينات التي تذوب في الدهون (A، D، E، K) والأحماض الدهنية الأساسية، وكلها ضرورية لعمل الجسم بشكل صحي.» 

## الفوائد الصحية
قد يؤدي تناول السمك الزيتية التي تحتوي على أحماض أوميغا 3 الدهنية طويلة السلسلة إلى تقليل الالتهاب الجهازي وتقليل مخاطر الإصابة بأمراض القلب والأوعية الدموية. الأكل حوالي (140 غرام (4.9 أونصة)) من السمك الزيتية الغنية بأحماض أوميغا 3 الدهنية مرتين في الأسبوع هو مقدار الاستهلاك الموصى به. قد تؤدي زيادة تناول أحماض أوميغا 3 الدهنية إلى تقليل خطر الإصابة بنوبة قلبية قاتلة بشكل طفيف،  ولكن من المحتمل أن يكون لها تأثير ضئيل على العدد الإجمالي للوفيات الناجمة عن أمراض القلب والأوعية الدموية. كما أظهرت الدراسات أن المواد الغذائية والمعادن في السمك، وخصوصاً أوميغا 3 الموجودة في السمك البحرية بجانب أنها صديقة للقلب فهي تساهم في التعزيز من نموّ الدماغ والتقليل من خطر الإصابة بأمراض المناعة الذاتية.

## المخاطر الصحية المحتملة
السمك هو الغذاء الأكثر شيوعًا الذي يعيق مجرى الهواء ويسبب الاختناق. كان الاختناق بالسمك مسؤولاً عن حوالي 4500 حادث تم الإبلاغ عنها في المملكة المتحدة في عام 1998.

### مسببات الحساسية
حساسية المأكولات البحرية هي فرط الحساسية لمسببات الحساسية التي يمكن أن توجد في السمك، وخاصة في المحار . هذا يمكن أن يؤدي إلى رد فعل مبالغ فيه من جهاز المناعة ويؤدي إلى أعراض جسدية شديدة. يعاني معظم الأشخاص الذين يعانون من حساسية تجاه الطعام أيضًا من حساسية تجاه المأكولات البحرية. يمكن أن تنتج ردود الفعل التحسسية من تناول المأكولات البحرية، أو عن طريق استنشاق أبخرة من إعداد أو طهي المأكولات البحرية. إن أشد تفاعلات حساسية تجاه المأكولات البحرية هو الحساسية المفرطة، وهي حالة طارئة تتطلب اهتمامًا فوريًا. يتم علاجه بالإبينفرين .

### السموم الحيوية

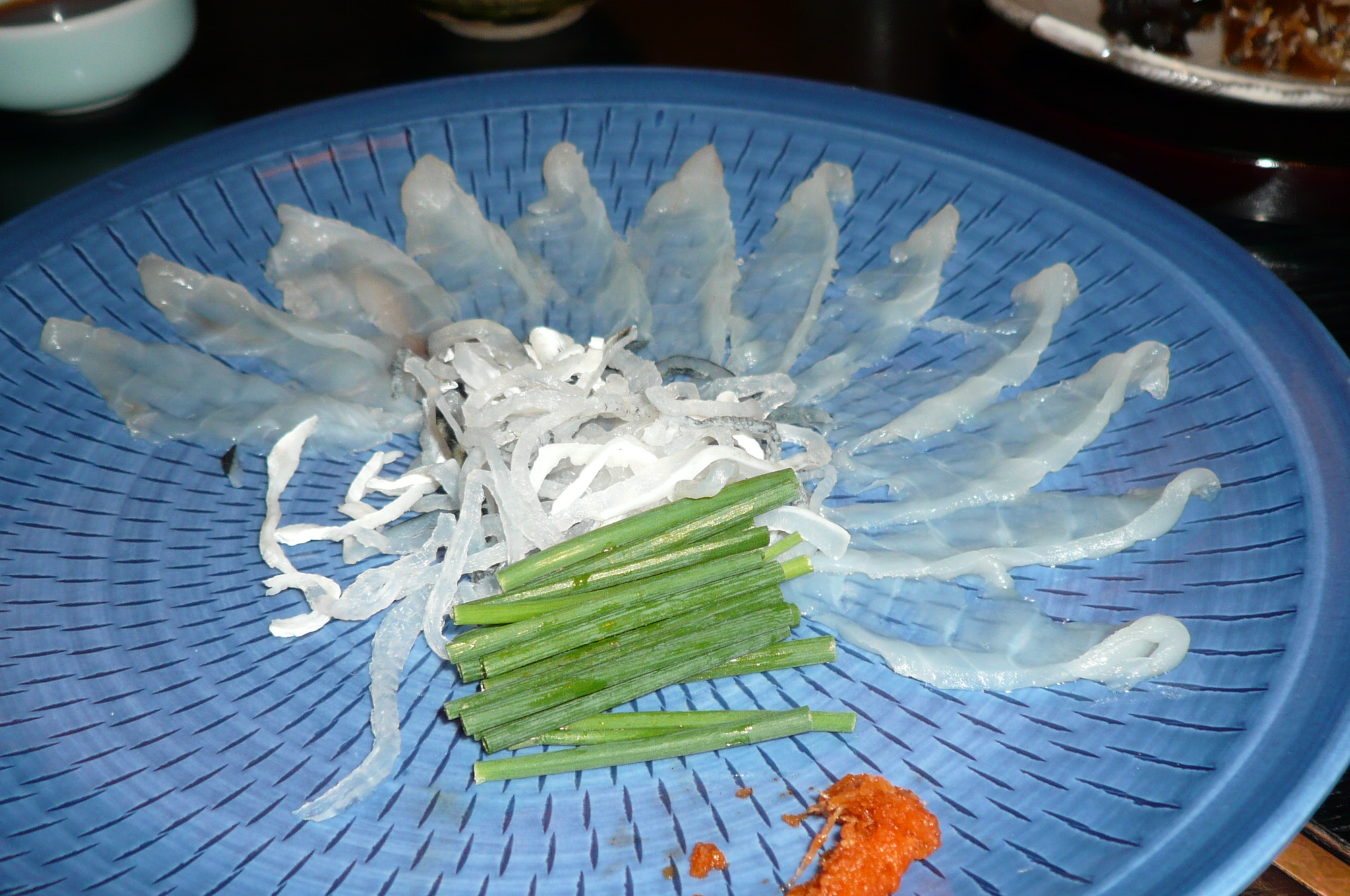
طبق أعدت خصيصا للالسمكة المنتفخة السامة بالتيترودوتوكسين، اليابان

يمكن أن تؤدي بعض أنواع السمك، ولا سيما السمكة المنتفخة المستخدمة في صنع السوشي، وبعض أنواع المحار، إلى تسمم خطير إذا لم يتم تحضيرها بشكل صحيح. تحتوي هذه السمك دائمًا على هذه السموم كدفاع ضد الحيوانات المفترسة؛ لم يكن موجودًا بسبب الظروف البيئية. على وجه الخصوص، يحتوي سمك الفوجو على جرعة قاتلة من التيترودوتوكسين في أعضائه الداخلية ويجب أن يتم تحضيرها من قبل طاهٍ مرخص للفوجو سبق أن اجتاز الفحص الوطني في اليابان. يمكن أن يحدث تسمم سيغاتيرا من تناول السمك الكبيرة من المياه الاستوائية الدافئة، مثل سمك القاروس والهامور والباراكودا والنهاش الأحمر. يمكن أن ينتج التسمم الإسقمري عن تناول السمك الزيتية الكبيرة التي بقيت لفترة طويلة قبل أن يتم تبريدها أو تجميدها. وهذا يشمل إسقمريات مثل التونة والماكريل، ولكن يمكن أن يشمل أيضًا غير إسقمريات مثل ماهي ماهي والسريولا. السم عديم الرائحة والمذاق.
تأكل العديد من السمك الطحالب والكائنات الحية الأخرى التي تحتوي على السموم الحيوية (مواد دفاعية ضد الحيوانات المفترسة). السموم البيولوجية المتراكمة في السمك / وتشمل محار البريفيتوكسين، حمض اوكاديك، ساكسيتوكسين، سيغاتوكسين، وحمض دومويك . باستثناء السيجواتوكسين، توجد مستويات عالية من هذه السموم فقط في المحار. يمكن أن يكون كل من حمض الدومويك والسيغاتوكسين قاتلاً للإنسان؛ الآخرون سوف يسببون فقط الإسهال والدوخة والشعور (المؤقت) برهاب الأماكن المغلقة.
المحار عبارة عن مغذيات ترشيح، وبالتالي، تتراكم السموم التي تنتجها الطحالب المجهرية، مثل الدينوفلاجيلات والدياتومات، والبكتيريا الزرقاء . هناك أربع متلازمات تسمى تسمم المحار والتي يمكن أن تؤدي إلى إصابة الإنسان والثدييات البحرية والطيور بابتلاع المحار السام. ترتبط هذه بشكل أساسي بالرخويات ذات الصدفتين، مثل بلح البحر والمحار والمحار والاسقلوب . يمكن للسمك مثل الأنشوجة أيضًا تركيز السموم مثل حمض الدومويك. في حالة الاشتباه، يجب طلب العناية الطبية.
|        | نوع التسمم                    | أعراض | مدة                                                       | توكسين                                                                | مضاد سمي                       | مصادر         |
| ------ | ----------------------------- | --- | --------------------------------------------------------- | --------------------------------------------------------------------- | ------------------------------ | ------------- |
| سمكة   | سيغاتيرا                      | غثيان وقيء وإسهال يتبعه عادة صداع وآلام في العضلات وتنمل وتنميل وتنميل وترنح ودوار وهلوسة. | من أسابيع إلى سنوات                                       | سيغاتوكسين وما يماثلها: سم المايتوتوكسين والسكاريتوكسين والباليتوكسين | لا شيء معروف                   | [ 24 ] [ 32 ] |
| سمكة   | سكومبرويدغذاءتسمم             | احمرار الجلد، والصداع الخفقان، وحرق الفم، وتشنجات البطن، والغثيان، والإسهال، والخفقان، والشعور بعدم الارتياح، ونادرًا، انهيار أو فقدان الرؤية. تحدث الأعراض عادة في غضون 10-30 دقيقة من تناول السمك الفاسد. | عادة من أربع إلى ست ساعات                                 | الهيستامين، وربما غيره                                                | مضادات الهيستامين عن طريق الفم | [ 32 ] [ 33 ] |
| سمكة   | مرض هاف                       | انحلال الربيدات، أي تورم وانهيار عضلات الهيكل العظمي (مع خطر الإصابة بالفشل الكلوي الحاد) في غضون 24 ساعة بعد تناول السمك                                                                                  |                                                           | يشتبه في وجود سبب سام ولكن لم يتم إثباته                              | لا شيء معروف                   | [ 34 ]        |
| سمكة   | إيتشثيو- التسمم السمكي الفطري | هلوسات سمعية وبصرية حية تشبه في بعض الجوانب الهلوسة مع الذي يتسبب بها عقار إل إس دي. | يمكن أن تستمر لعدة أيام                                   |                                                                       |                                | [ 35 ]        |
| المحار | فاقد الذاكرة                  | فقدان الذاكرة على المدى القصير وتلف الدماغ بشكل دائم | مميت في الحالات الشديدة                                   | حمض دومويك، الذي يعمل بمثابة سم عصبي                                  | لا شيء معروف                   | [ 32 ]        |
| المحار | الإسهال                       | الإسهال وربما الغثيان والقيء والمغص. | تظهر الأعراض عادة في غضون نصف ساعة وتستمر لمدة يوم تقريبًا | حمض أوكادايك، الذي يثبط نزع الفسفرة الخلوية المعوية.                  |                                | [ 36 ]        |
| المحار | عصبي                          | القيء والغثيان ومجموعة متنوعة من الأعراض العصبية مثل تداخل الكلام. ليست قاتلة على الرغم من أنها قد تتطلب دخول المستشفى.                                                                                    |                                                           | بريفيتوكسين أو نظائرها                                                |                                | [ 37 ] [ 38 ] |
| المحار | مشلول                         | يشمل الغثيان والقيء والإسهال وآلام البطن والوخز أو الإحساس بالحرقان. من الممكن أيضًا ظهور أعراض أخرى. | قاتلة في بعض الأحيان                                      | السم الرئيسي الساكسيتوكسين                                            |                                | [ 39 ]        |

السموم المسؤولة عن معظم حالات التسمم بالمحار والسمك، بما في ذلك التسمم بالسيغواتيرا والسكومبرويد، مقاومة للحرارة لدرجة أن طرق الطهي التقليدية لا تقضي عليها.

### الزئبق والمعادن السامة الأخرى
ثبت أن منتجات السمك تحتوي على كميات متفاوتة من المعادن الثقيلة أو السامة. السمية هي دالة للذوبان، وغالبا ما تظهر المركبات غير القابلة للذوبان سمية ضئيلة. يمكن أن تكون الأشكال المعدنية العضوية مثل ثنائي ميثيل الزئبق ورباعي إيثيل الرصاص شديدة السمية.
| مستويات الزئبق / أوميغا 3 | مستويات الزئبق / أوميغا 3        | مستويات الزئبق / أوميغا 3                  | مستويات الزئبق / أوميغا 3                |
| أوميغا 3 ↓                | زئبق منخفض < 0.04 جزء في المليون | متوسط الزئبق 0.04 - 0.40 جزء في المليون    | ارتفاع نسبة الزئبق > 0.40 جزء في المليون |
| ------------------------- | -------------------------------- | ------------------------------------------ | ---------------------------------------- |
| عالي> 1.0٪                | سمك السالمونسمك السردين          | الماكريل الأطلسيمفلطحةسمكة الهلبوتسمك مملح | مكاريل اسبانيسمك أبو سيفالقرميد          |
| واسطة 0.4 - 1.0٪          | بولوك                            | هوكيتونة                                   | الملك ماكريلقرش                          |
| قليل <0.4٪                | سمك السلورجمبري                  | سمك القدالنهاشضوء التونة المعلب            | الهامورسمك خشن برتقالي                   |

| مستويات الزئبق / أوميغا 3 في السمك التجارية والمحار                              | مستويات الزئبق / أوميغا 3 في السمك التجارية والمحار | مستويات الزئبق / أوميغا 3 في السمك التجارية والمحار | مستويات الزئبق / أوميغا 3 في السمك التجارية والمحار | مستويات الزئبق / أوميغا 3 في السمك التجارية والمحار | مستويات الزئبق / أوميغا 3 في السمك التجارية والمحار | مستويات الزئبق / أوميغا 3 في السمك التجارية والمحار | مستويات الزئبق / أوميغا 3 في السمك التجارية والمحار |
|                                                                                  | صنف                                                 | الزئبق (بنسبة جزء في المليون)                       | أوميغا 3 (متوسط النسبة المئوية)                     | موطن                                                | ملاحظات                                             | المستوى الغذائي                                     | العمر الأقصى (سنوات)                                |
| -------------------------------------------------------------------------------- | --------------------------------------------------- | --------------------------------------------------- | --------------------------------------------------- | --------------------------------------------------- | --------------------------------------------------- | --------------------------------------------------- | --------------------------------------------------- |
|                                                                                  | سمك القرميد                                         | 1.450                                               | 1.06                                                | pelagic                                             |                                                     | 3.6                                                 | 35                                                  |
|                                                                                  | سمك أبو سيف                                         | 0.995                                               | 1.14                                                | pelagic                                             |                                                     | 4.5                                                 | 15                                                  |
|                                                                                  | Shark                                               | 0.979                                               | 0.98                                                | pelagic                                             |                                                     |                                                     |                                                     |
|                                                                                  | King mackerel                                       | 0.730                                               | 0.42                                                | pelagic                                             |                                                     | 4.5                                                 | 14                                                  |
|                                                                                  | Orange roughy                                       | 0.571                                               | 0.033                                               | demersal                                            |                                                     | 4.3                                                 | 149                                                 |
|                                                                                  | Marlin                                              | 0.485 *                                             |                                                     | pelagic                                             |                                                     | 4.5                                                 |                                                     |
|                                                                                  | Mackerel (Spanish)                                  | 0.454                                               | 1.65                                                | pelagic                                             |                                                     | 4.5                                                 | 5                                                   |
|                                                                                  | Grouper                                             | 0.448                                               | 0.27                                                | demersal                                            |                                                     | 4.2                                                 |                                                     |
|                                                                                  | Tuna                                                | 0.391                                               | 0.77                                                | pelagic                                             | جميع الانواع طازجة / مجمدة                          |                                                     |                                                     |
|                                                                                  | Patagonian toothfish                                | 0.354                                               |                                                     | demersal                                            |                                                     | 4.0                                                 | 50+                                                 |
|                                                                                  | Halibut                                             | 0.241                                               | 1.01                                                | demersal                                            |                                                     | 4.3                                                 |                                                     |
|                                                                                  | Snapper                                             | 0.166                                               | 0.26                                                | demersal                                            |                                                     |                                                     |                                                     |
|                                                                                  | Bass                                                | 0.152                                               |                                                     | demersal                                            |                                                     | 3.9                                                 |                                                     |
|                                                                                  | Perch                                               | 0.150                                               |                                                     | freshwater                                          |                                                     | 4.0                                                 |                                                     |
|                                                                                  | Tuna                                                | 0.128                                               | 0.24                                                | pelagic                                             | جميع الأنواع معلبة وخفيفة                           |                                                     |                                                     |
|                                                                                  | Perch (ocean)                                       | 0.121 *                                             |                                                     | demersal                                            |                                                     |                                                     |                                                     |
|                                                                                  | Cod                                                 | 0.111                                               | 0.23                                                | demersal                                            |                                                     | 3.9                                                 | 22                                                  |
|                                                                                  | Carp                                                | 0.110                                               |                                                     | freshwater                                          |                                                     |                                                     |                                                     |
|                                                                                  | Lobster (American)                                  | 0.107                                               |                                                     | demersal                                            |                                                     |                                                     |                                                     |
|                                                                                  | Lobster (spiny)                                     | 0.093                                               |                                                     | demersal                                            |                                                     |                                                     |                                                     |
|                                                                                  | Whitefish                                           | 0.089                                               |                                                     | demersal                                            |                                                     |                                                     |                                                     |
|                                                                                  | Herring                                             | 0.084                                               | 1.94                                                | pelagic                                             |                                                     | 3.2                                                 | 21                                                  |
|                                                                                  | Trout                                               | 0.071                                               |                                                     | freshwater                                          |                                                     |                                                     |                                                     |
|                                                                                  | Crab                                                | 0.065                                               |                                                     | demersal                                            | أزرق، كينج وسرطان الثلج                             |                                                     |                                                     |
|                                                                                  | Hoki (blue grenadier)                               | 0.058                                               | 0.48                                                | demersal                                            |                                                     | 3.5                                                 |                                                     |
|                                                                                  | Flatfish                                            | 0.056 *                                             | 0.56                                                | demersal                                            | سمك مفلطح وسمك سمكة ونعل                            |                                                     |                                                     |
|                                                                                  | Haddock                                             | 0.055                                               |                                                     | demersal                                            | أطلسي                                               |                                                     |                                                     |
|                                                                                  | Atlantic mackerel                                   | 0.050                                               | 1.64                                                | pelagic                                             |                                                     |                                                     |                                                     |
|                                                                                  | Mullet                                              | 0.050                                               |                                                     | pelagic                                             |                                                     |                                                     |                                                     |
|                                                                                  | Pollock                                             | 0.031                                               | 0.53                                                | demersal                                            |                                                     |                                                     |                                                     |
|                                                                                  | Catfish                                             | 0.025                                               | 0.31                                                | demersal                                            |                                                     | 3.9                                                 | 24                                                  |
|                                                                                  | Squid                                               | 0.023                                               |                                                     | pelagic                                             |                                                     |                                                     |                                                     |
|                                                                                  | Salmon                                              | 0.022 *                                             | 1.76                                                | pelagic                                             | طازج / مجمد                                         |                                                     |                                                     |
|                                                                                  | Anchovies                                           | 0.017                                               |                                                     | pelagic                                             |                                                     | 3.1                                                 |                                                     |
|                                                                                  | Sardine                                             | 0.013                                               | 1.94                                                | pelagic                                             |                                                     | 2.7                                                 |                                                     |
|                                                                                  | Tilapia *                                           | 0.013                                               |                                                     | freshwater                                          |                                                     |                                                     |                                                     |
|                                                                                  | Oyster                                              | 0.012                                               |                                                     | demersal                                            |                                                     |                                                     |                                                     |
|                                                                                  | Clam *                                              | 0.009                                               |                                                     | demersal                                            |                                                     |                                                     |                                                     |
|                                                                                  | Salmon                                              | 0.008 *                                             |                                                     | pelagic                                             | معلب                                                |                                                     |                                                     |
|                                                                                  | Scallop                                             | 0.003                                               |                                                     | demersal                                            |                                                     |                                                     |                                                     |
|                                                                                  | Shrimp                                              | 0.001 *                                             | 0.12                                                | demersal                                            |                                                     |                                                     | 6.5                                                 |
|                                                                                  | Greenshell mussel                                   |                                                     | 0.35                                                | demersal                                            |                                                     |                                                     |                                                     |
|                                                                                  | Sydney rock oyster                                  |                                                     | 1.11                                                | demersal                                            |                                                     |                                                     |                                                     |
| * يشير إلى أنه تم تحليل ميثيل الزئبق فقط (جميع النتائج الأخرى تخص إجمالي الزئبق) |                                                     |                                                     |                                                     |                                                     |                                                     |                                                     |                                                     |

وفقًا لإدارة الغذاء والدواء الأمريكية (FDA)، فإن مخاطر الزئبق عن طريق تناول السمك والمحار لا تمثل مصدر قلق صحي لمعظم الناس. ومع ذلك، تحتوي بعض المأكولات البحرية على كمية كافية من الزئبق لإلحاق الضرر بالجنين أو الجهاز العصبي النامي للطفل الذي لم يولد بعد. تقدم إدارة الغذاء والدواء الأمريكية (FDA) ثلاث توصيات للنساء الحوامل والأطفال الصغار:
1. لا تأكل سمك القرش أو أبو سيف أو سمك الإسقمري أو سمك القرميد لأنها تحتوي على مستويات عالية من الزئبق.
2. تناول ما يصل إلى 12 أونصة (وجبتان في المتوسط) في الأسبوع من مجموعة متنوعة من السمك والمحار التي تحتوي على نسبة أقل من الزئبق. أربعة من السمك الأكثر شيوعًا التي تحتوي على نسبة منخفضة من الزئبق هي التونة الخفيفة المعلبة والسلمون وسمك بولوك وسمك السلور . من السمك الأخرى التي يتم تناولها بشكل شائع، الباكور («التونة البيضاء») تحتوي على نسبة زئبق أكثر من التونة الخفيفة المعلبة. لذلك، عند اختيار وجبتين من السمك والمحار، يمكنك تناول ما يصل إلى 6 أونصات (وجبة واحدة متوسطة) من تونة الباكور أسبوعيًا.
3. تحقق من الإرشادات المحلية حول سلامة السمك التي يصطادها أفراد العائلة والأصدقاء في البحيرات والأنهار والمناطق الساحلية. إذا لم تكن هناك نصيحة متاحة، فتناول ما يصل إلى 6 أونصات (وجبة واحدة في المتوسط) في الأسبوع من السمك التي تصطادها من المياه المحلية، ولكن لا تستهلك أي سمك أخرى خلال هذا الأسبوع.

ينصح بهذه التوصيات أيضًا عند إطعام الأطفال الصغار السمك والمحار، ولكن بكميات أصغر.

### التسمية الخاطئة
عندما فحصت منظمة حماية المحيطات أوشيانا أكثر من 1200 عينة من المأكولات البحرية التي تم بيعها في الولايات المتحدة بين عامي 2010 و 2012، وجدوا أن ثلثها موصوف بشكل خاطئ. أعلى معدل للتسميات الخاطئة حدث مع النهاش بنسبة 87 في المائة، تليها التونة بنسبة 57 في المائة.

### الملوثات العضوية الثابتة
إذا كانت السمك والمحار تعيش في المياه الملوثة، فيمكن أن تتراكم مواد كيميائية سامة أخرى، وخاصة الملوثات التي تذوب في الدهون والتي تحتوي على الكلور أو البروم أو الديوكسينات أو مركبات ثنائي الفينيل متعدد الكلور . السمك التي سيتم تناولها يجب أن يتم صيدها في مياه غير ملوثة. توفر بعض المنظمات مثل هيئة المأكولات البحرية ومنظمة ريكيلت وصندوق الدفاع عن البيئة ومؤسسة ايماريس معلومات عن الأنواع التي لا تتراكم فيها الكثير من السموم أو المعادن على حد سواء.

### طفيليات

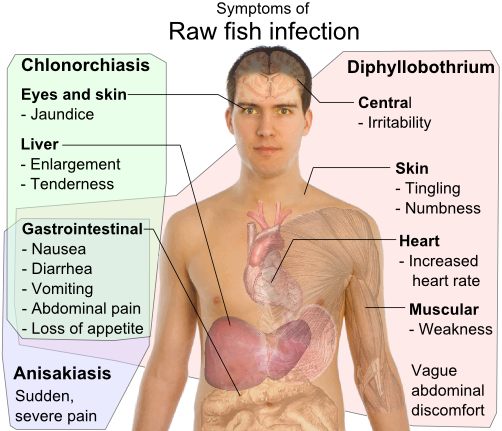
الأعراض التفاضلية لعدوى الطفيليات بواسطة السمك النيئة. جميعهم لديهم أعراض معدية معوية، لكنها مميزة.

تعتبر الطفيليات في السمك أمرًا طبيعيًا وشائعًا. وإن لم يكن مشكلة صحية في السمك المطبوخة جيدا، والطفيليات هي مصدر قلق عند تناول مستهلكي السمك النيئة أو الحفاظ على محمل الجد مثل الساشيمي، السوشي، سيبيتشي، وجرافلاكس . إن شعبية أطباق السمك النيئة هذه تجعل من المهم للمستهلكين أن يكونوا على دراية بهذه المخاطر. يجب تجميد السمك النيئة إلى درجة حرارة داخلية 20 درجة مئوية (−4 ° ف) لمدة 7 أيام على الأقل لقتل الطفيليات. قد لا تكون المجمدات المنزلية باردة بدرجة كافية لقتل الطفيليات.
تقليديا، كانت السمك التي تعيش كل أو جزء من حياتها في المياه العذبة تعتبر غير مناسبة للساشيمي بسبب احتمال وجود طفيليات (انظر مقالة الساشيمي). تعد العدوى الطفيلية من سمك المياه العذبة مشكلة خطيرة في بعض أجزاء العالم، وخاصة جنوب شرق آسيا  . تعتبر السمك التي تقضي جزءًا من دورة حياتها في المياه قليلة الملوحة أو العذبة، مثل السلمون، مشكلة خاصة. أظهرت دراسة أجريت في سياتل بواشنطن أن 100٪ من سمك السلمون البري يحتوي على يرقات الديدان الأسطوانية القادرة على إصابة البشر. في نفس الدراسة، لم يكن سمك السلمون الذي يتم تربيته في المزرعة يحتوي على يرقات دودة مستديرة.
تعد الإصابة بالطفيليات عن طريق السمك النيئة نادرة في العالم المتقدم (أقل من 40 حالة سنويًا في الولايات المتحدة)، ويتضمن بشكل أساسي ثلاثة أنواع من الطفيليات: متفرع الخصية الصيني (trematode / fluke)، متشاخسة (الديدان الخيطية / الدودة المستديرة) والعوساء (الديدان الشريطية / الديدان الشريطية). تزداد مخاطر الإصابة بالأنيساكيس بشكل خاص في السمك التي قد تعيش في نهر مثل السلمون (الساكي) في السالمونيدية أو الماكريل (سابا). يمكن تجنب مثل هذه العدوى الطفيلية عمومًا عن طريق الغلي أو الحرق أو الحفظ في الملح أو الخل أو التجميد طوال الليل. من الشائع في اليابان تناول سمك السلمون النيء والإيكورا، ولكن يتم تجميد هذه الأطعمة بين عشية وضحاها قبل الأكل لمنع العدوى من الطفيليات، وخاصة المتشاخسة.

### نباتية
| مصدر                        | سعرات حراريه | بروتين     | الكربوهيدرات | سمين     |
| --------------------------- | ------------ | ---------- | ------------ | -------- |
| سمكة                        | 110 - 140    | 20-25 جرام | 0 جرام       | 1-5 جرام |
| صدر دجاج                    | 160          | 28 جرام    | 0 جرام       | 7 جرام   |
| عدس                         | 250          | 30 جرام    | 0 جرام       | 14 جرام  |
| شريحة لحم (لحم بقري مستدير) | 210          | 36 جرام    | 0 جرام       | 7 جرام   |
| شريحة لحم (لحم بقر T- عظم)  | 450          | 25 جرام    | 0 جرام       | 35 جرام  |

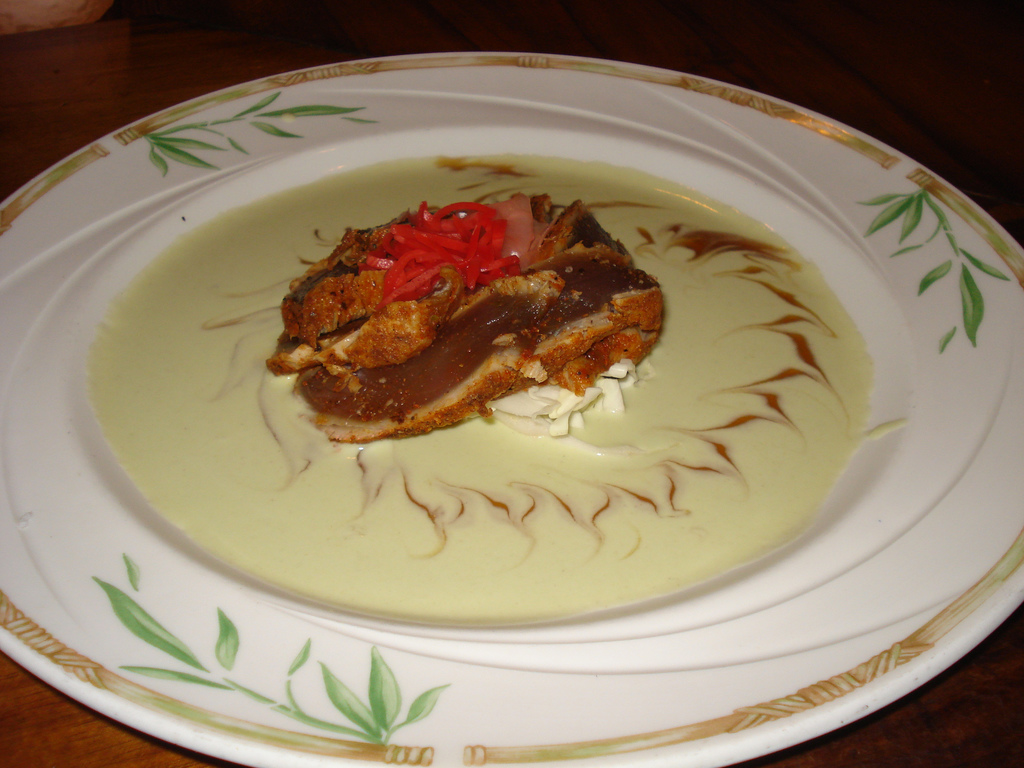
الغذاء هاواي : محروق أهي والوسابي بور بلان صلصة

نظرًا لأن السمك هي لحم حيواني، فقد ذكرت الجمعية النباتية أن الوجبات النباتية لا يمكن أن تحتوي على سمك.
يشمل علماء البسكيتاريين الجدد أولئك الذين يأكلون السمك والمأكولات البحرية الأخرى، ولكن ليس الثدييات والطيور. قد يستهلك سكان بيسكاتار السمك بناءً على فكرة أن السمك ليست مستزرعة في المصانع مثل الحيوانات البرية (أي أن مشكلتهم مع الإنتاج الصناعي الرأسمالي للحوم، وليس مع استهلاك الأطعمة الحيوانية نفسها).
جمعت دراسة النقائل عام 1999 البيانات من خمس دراسات من الدول الغربية. أبلغت النقائل عن معدلات الوفيات، حيث أشارت الأرقام المنخفضة إلى عدد أقل من الوفيات، بالنسبة للبيسكيتاريين ليكون 0.82، والنباتيون 0.84، وأكل اللحوم في بعض الأحيان 0.84. شارك الأشخاص الذين يتناولون اللحوم بانتظام والنباتيون أعلى معدل وفيات قدره 1.00. ومع ذلك، فإن «معدل الوفيات المنخفض يرجع إلى حد كبير إلى الانتشار المنخفض نسبيًا للتدخين في هذه المجموعات [النباتية]».

## في الدين

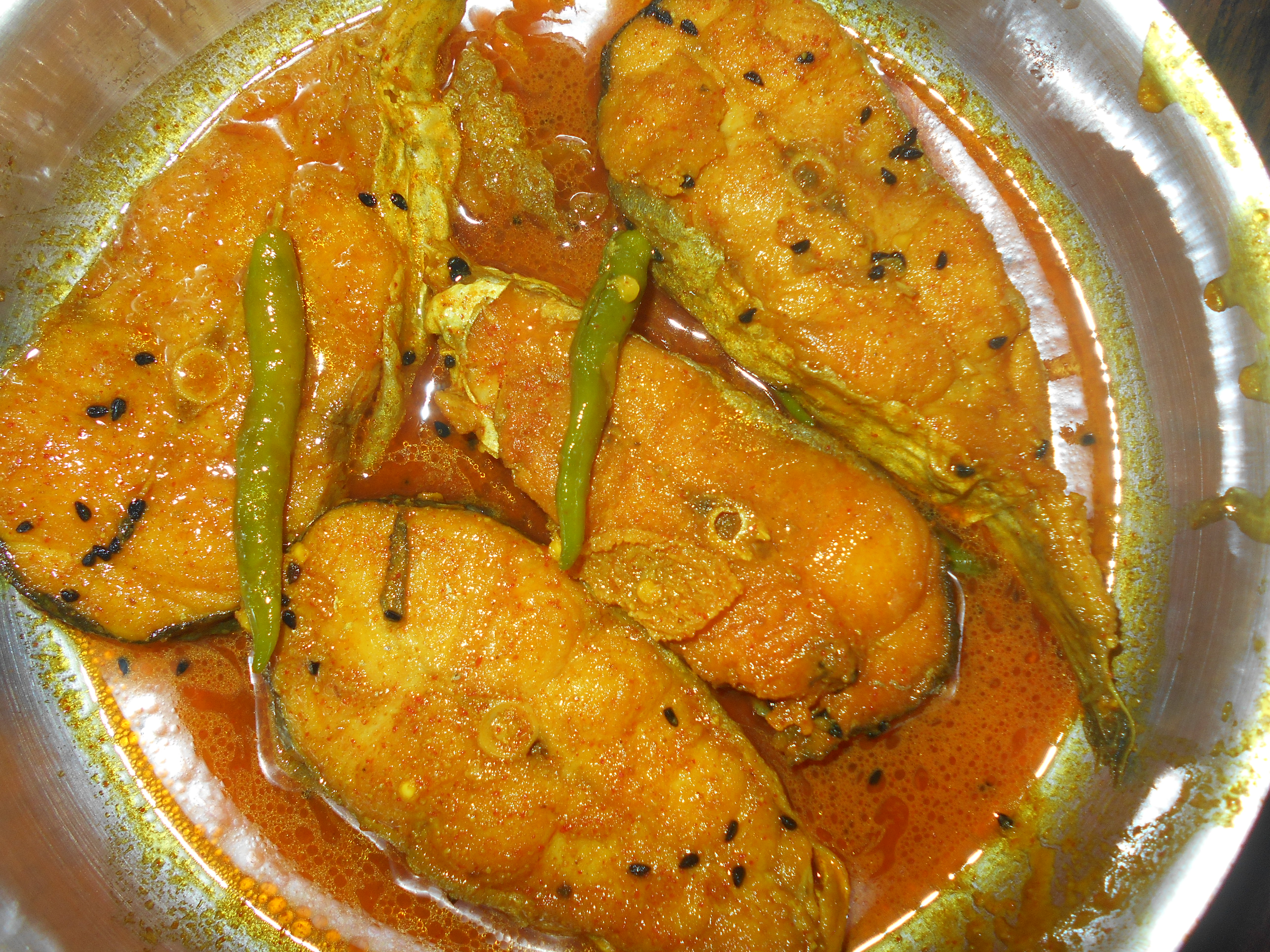
بوال ماكر جهول

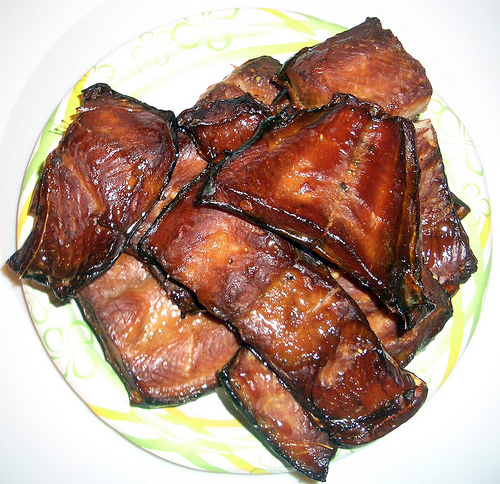

تميل الطقوس والطقوس الدينية المتعلقة بالطعام أيضًا إلى تصنيف طيور الهواء وسمك البحر بشكل منفصل عن الثدييات البرية. غالبًا ما يتم التعامل مع الثدييات المتجهة إلى البحر كسمك بموجب القوانين الدينية - كما هو الحال في القانون الغذائي اليهودي، الذي يحظر أكل لحوم الحيتانيات، مثل الحيتان أو الدلفين أو خنازير البحر، لأنها ليست «سمكًا ذات زعانف وقشور»؛ ولا، كثدييات، لا تمضغ تجتر وتكون لها حوافر مشقوقة، كما هو مطلوب في سفر اللاويين 11:9–12. تعامل الممارسات اليهودية (الكوشر) السمك بشكل مختلف عن الأطعمة الحيوانية الأخرى. إن التمييز بين السمك و«اللحم» مقنن في قانون التغذية اليهودي في الكشروت، فيما يتعلق بخلط الحليب واللحوم، والذي لا يمنع اختلاط الحليب بالسمك. تصنف الممارسة القانونية اليهودية الحديثة طبقا للفقه اليهودي للسلوكيات والتشريعات المسمى ب هالاخاه (بالإنجليزية: halakha) على الكشروت لحم كل من الثدييات والطيور على أنها «لحوم»؛ تعتبر السمك من الأطعمة الخالية من الجلوتين، وليست لحومًا ولا من منتجات الألبان. (يشير الجزء السابق فقط إلى هالاخا اليهود الأشكناز، ولا يخلط اليهود السفارديم السمك مع منتجات الألبان).
في العهد الجديد لوقا ٢٤ - أكل يسوع سمكة [ Luke 24 ] ويخبر يسوع تلاميذه أين يصطادون السمك، قبل طهيه لهم ليأكلوا. المحظورات الدينية الموسمية ضد أكل اللحوم لا تشمل عادة السمك. على سبيل المثال، تم حظر اللحوم غير السمكية خلال الصوم الكبير وفي جميع أيام الجمعة من العام في الكاثوليكية الرومانية قبل الفاتيكان الثاني، ولكن كان يُسمح بالسمك (مثل البيض). (انظر الصوم في الكاثوليكية.) في الأرثوذكسية الشرقية، يُسمح بالسمك في بعض أيام الصيام التي يُحظر فيها تناول اللحوم الأخرى، لكن أيام الصيام الأكثر صرامة تحظر أيضًا السمك ذات الأشواك، بينما تسمح بالمأكولات البحرية اللافقارية مثل الجمبري والمحار، معتبرين أنها «سمك بلا دم».
بعض البوذيين والهندوس (البراهمة من غرب البنغال وأوديشا وساراسوات براهمينز من كونكان) يرفضون اللحوم غير السمكية. تتعامل الممارسة الإسلامية (الحلال) أيضًا مع السمك بشكل مختلف عن الأطعمة الحيوانية الأخرى، حيث يمكن تناولها.[بحاجة لمصدر]

## التأثير البيئي لاستهلاك السمك

### المحرمات على أكل السمك
من بين الشعب الصومالي، فإن معظم العشائر لديها من المحرمات ضد استهلاك السمك، ولا تتزاوج مع العشائر المهنية القليلة التي تأكلها.
هناك محرمات على أكل السمك بين العديد من رعاة المرتفعات والزراعيين (وحتى بعض شعوب الساحل) الذين يسكنون أجزاء من جنوب شرق مصر وإثيوبيا وإريتريا والصومال وكينيا وشمال تنزانيا . يشار إلى هذا أحيانًا باسم «محرمات السمك الكوشية»، حيث يُعتقد أن المتحدثين الكوشيين كانوا مسؤولين عن إدخال تجنب السمك إلى شرق إفريقيا، على الرغم من عدم تجنب جميع مجموعات كوشيت السمك. تتطابق منطقة المحرمات على السمك تقريبًا مع المنطقة التي يتم فيها التحدث باللغات الكوشية، وكقاعدة عامة، لا يمتلك المتحدثون باللغات النيلية الصحراوية والسامية هذه المحرمات، بل إن العديد منهم من رجال الماء. مجموعات البانتو والنيلية القليلة في شرق إفريقيا التي تمارس تجنب السمك تعيش أيضًا في المناطق التي يبدو أن الكوشيين عاشوا فيها في أوقات سابقة. داخل شرق إفريقيا، لا توجد محظورات السمك سوى تنزانيا. يُعزى ذلك إلى الوجود المحلي لذبابة تسي تسي وفي المناطق الواقعة خارجها، والتي من المحتمل أن تكون بمثابة حاجز أمام المزيد من الهجرات الجنوبية من قبل الرعاة المتجولين، الذين يتجنبون السمك بشكل رئيسي. ولذلك، فقد نجت زامبيا وموزمبيق البانتوس من القهر من قبل المجموعات الرعوية، وبالتالي فهي تقريبًا تستهلك السمك.
يوجد أيضًا مركز آخر لتجنب السمك في جنوب إفريقيا، من بين المتحدثين بشكل أساسي في البانتو. ليس من الواضح ما إذا كان هذا النفور قد تطور بشكل مستقل أو ما إذا كان قد تم تقديمه. من المؤكد، مع ذلك، أنه لا يوجد تجنب للسمك بين أوائل سكان جنوب إفريقيا، الخويسان . ومع ذلك، نظرًا لأن البانتو في جنوب إفريقيا تشترك أيضًا في سمات ثقافية مختلفة مع الرعاة في شمال شرق إفريقيا، فمن المعتقد أنه في تاريخ غير معروف، تم تقديم المحرمات ضد استهلاك السمك بالمثل من شرق إفريقيا من قبل شعوب رعاة الماشية الذين تمكنوا بطريقة ما من تمرير مواشيهم عبر المناطق الموبوءة بذبابة تسي تسي المذكورة أعلاه.
هناك أنواع معينة من السمك ممنوعة أيضًا في اليهودية مثل ثعبان الماء العذب من فصيلة أنقليسية (بالإنجليزية: Anguillidae) وجميع أنواع سمك السلور. على الرغم من أنهم يعيشون في الماء، إلا أنه يبدو أنه ليس لديهم زعانف أو قشور (إلا تحت المجهر) (انظر لاويين 11: 10-13 ). تعتبر قوانين المسلمين السنة أكثر مرونة في هذا الأمر، ويُنظر عمومًا إلى سمك السلور وسمك القرش على أنهما حلال لأنهما نوعان خاصان من السمك. يعتبر الأنقليس عمومًا مسموحًا به في المذهب السني الأربعة، لكن الفقه الجعفري المتبع من قبل معظم الشيعة يحرمه.
العديد من القبائل من جنوب غرب الولايات المتحدة، بما في ذلك النافاهو، أباتشي، وزوني، يكون من المحرمات ضد السمك وغيرها من الحيوانات ذات الصلة بالمياه، بما في ذلك الطيور المائية .

### أطباق
- بوكومس.
- حساء.
- بوردتو.
- سيفيتشي.
- شوبينو.
- عصا سلطعون.
- كرابيت هيد.
- كروكيت.
- كورانتو.
- سمك الرنجة.
- السمك والبطاطا.
- كرة السمك.
- شوربة السمك.
- شريحة سمك.
- كعكة السمك.
- عصا السمك.
- سمك جيفيلت.
- كامابوكو.
- كيبر.
- سمك مدخن.
- ماشر جهول.
- بايلا.
- بوكي (هاواي).
- بومبانو أون بابيلوت.
- كوينيل ليونيس.
- راكفيسك.
- ريموليد.
- ريزول.
- الساشيمي.
- عصفور فواكه البحر.
- سلمون مدخن.
- سمك الرنجة.
- فطيرة نجمية.
- سوريمي.
- سورسترومينغ.
- سوشي.
- شطيرة سمك التونا.[74]
- أوخا.

### فهرس
- Aquamedia, "Consumption of Fishery Products" retrieved from https://web.archive.org/web/20060223203558/http://www.feap.info/economics/Tradebalance_en.asp on 2007-09-17.
- Paston-Williams, Sara (2006) Fish: Recipes from a Busy Island National Trust Books. (ردمك 9781905400072)ISBN 9781905400072.
- Sweetser, Wendy (2009) The Connoisseur's Guide to Fish & Seafood Sterling Publishing Company,. (ردمك 9781402770517)ISBN 9781402770517.
- Tidwell، J. H.؛ Allan، G. L. (2001). "Fish as food: Aquaculture's contribution: Ecological and economic impacts and contributions of fish farming and capture fisheries". EMBO Reports. ج. 2 ع. 11: 958–963. DOI:10.1093/embo-reports/kve236. PMC:1084135. PMID:11713181.
- University of Michigan Health System, "Fish & Seafood" retrieved from https://web.archive.org/web/20070526011755/http://www.med.umich.edu/umim/clinical/pyramid/fish.htm on 2007-09-17.
- VegDining.com, "Frequently Asked Questions-Definitions" retrieved from http://www.ivu.org/faq/definitions.html on 2007-09-17.
- The State of World Fisheries and Aquaculture 2000, 2000, retrieved from http://www.who.int/nutrition/topics/3_foodconsumption/en/index5.html on 2007-11-17. World Health Organization.

## روابط خارجية
- Science Daily Benefits Of Eating Fish Greatly Outweigh The Risks, New Study Says.
- Science Daily Experts Say Consumers Can Eat Around Toxins In Fish.
- Scientific American Soy and fish protect from cancer: study.
- "Fish as Food" . New International Encyclopedia. 1905.